# Юдинская культура
Юдинская культура — археологическая культура VII—XIII вв.
Памятники этой культуры обнаружены в Зауралье (Свердловская область) и представлены укрепленным городищем площадью до 3000 м² (Юдинском городище). Поселение было окружено частоколом и земляным валом. Жилища юдинской культуры имеют вид как бревенчатых срубов, так и чумов. Зафиксированы следы металлообработки.
В могилах присутствует сбруя лошади, что свидетельствует о коневодстве. Также обнаружена керамика: круглодонные лепные горшки, миски, чаши изготовленые выбивкой и украшены сочетаниями шнуровых и гребенчатых узоров с фигурными штампами.
Основа хозяйства — охота, рыболовство и скотоводство.
Потомками юдинской культуры являются манси.